# 문명고등학교
문명고등학교(文明高等學校)는 대한민국 경상북도 경산시 백천동에 있는 사립 고등학교이다.

## 학교 연혁
- 1966년 2월 1일 : 학교법인 문명교육재단 인가, 초대 홍영기 이사장 취임
- 1966년 3월 8일 : 중학교 설립 6학급 인가, 입학식
- 1966년 5월 1일 : 초대 김순영 교장 취임
- 1966년 11월 17일 : 고등학교 3학급 인가
- 1967년 3월 2일 : 고등학교 남.여 41명 입학식
- 1970년 2월 26일 : 고등학교 제1회 19명 졸업
- 1992년 9월 1일 : 중학교 폐교<제24회 총 졸업생 수 3,407명>
- 1993년 3월 2일 : 고등학교 경산시 백천동 산 16번지 이전, 입학식
- 2000년 8월 20일 : 형설헌 증축(소강당, 근학실 1, 독서실 2)
- 2002년 3월 20일 : 청운관 및 교실 12실 증축
- 2003년 10월 31일 : 병설 문명중학교 부활 설립인가
- 2003년 11월 20일 : 고등학교 디지털도서관 준공
- 2007년 8월 14일 : 고등학교 3학급 증설(18학급) 인가
- 2008년 6월 16일 : 문명교육재단 제2대 홍택정 이사장 취임
- 2012년 9월 18일 : 대강당(운은관) 준공
- 2016년 11월 14일 : 다목적구장 준공
- 2017년 3월 27일 : 식생활관(구내식당) 준공
- 2018년 12월 4일 : 고교학점제 선도학교 지정(교육부,2019-2021)
- 2021년 2월 24일 : 경상북도교육청 인공지능(AI)교육 선도학교 지정
- 2023년 7월 5일 : 문명중.고등학교 단설학교 인가
- 2024년 1월 4일 : 고등학교 제55회 졸업 (졸업생수 6,298명)
- 2024년 3월 1일 : 제9대 임준희 교장 취임
- 2024년 3월 4일 : 고등학교 제58회 입학(입학생수 148명)

## 참고 자료
- 문명고등학교 - 한국교육학술정보원 학교알리미